# Julia A. Noack
Julia A. Noack (* 19. März 1975 in Mönchengladbach) ist eine in Berlin ansässige Musikerin, deren Musikstil weitestgehend dem Genre Singer-Songwriter zugerechnet werden kann. Dennoch sind auf ihren Alben auch Einflüsse von Pop- und Rockmusik hörbar sowie experimentelle Arrangements.

## Biografie
Seit 2006 lebt Noack in Berlin. 2007 erschien Julia A. Noacks Debüt-Album Piles & Pieces beim Berliner Vertrieb Phonector, das durch Country-, Folk-, Indie- und Pop-Einflüsse geprägt war. Im Mai 2010 brachte Noack ihr zweites Musikalbum 69.9 auf dem Label Timezone auf den Markt. Im Dezember 2010 erschien ihr erstes „Best of“-Album auf dem Label Clearaudio als CD- und Vinyl-Ausgabe. Im März 2011 brachte sie die Single „Sudden Twist“ inkl. 3 Remixen über das Label Timezone auf den Markt, inkl. Musikvideo.
Im Frühling und Sommer 2010 absolviert die Künstlerin eine ausgedehnte Tournee, mit mehr als 20 Konzerten in ganz Deutschland. Zur Veröffentlichung der Single "SuddenTwist" bestreitet Julia A. Noack im Frühjahr 2011 wieder eine Tournee mit 16 Konzerten in Deutschland, der Schweiz und den Niederlanden.
Im ersten Halbjahr 2013 produzierte Noack ihr neues Album "The Feast" (Veröffentlichung am 13. September 2013 Timezone) mit dem Österreichischen Produzenten Alexander Nefzger in Wien. Das Album wurde in der 17. Förderrunde der Initiative Musik gefördert. Am 30. August 2013 erschien die Single "Everything Is Sexuality".

## Diskografie
- 2007 Piles & Pieces (Phonector)
- 2010 69.9 (Timezone)[10]
- 2010 Best of (Clearaudio)
- 2011 Sudden Twist EP (Timezone)
- 2013 The Feast (Timezone)

## CD Kritiken
„Julia A. Noacks Singer/Songwritertum bringt’s, ohne je dated zu wirken. Was natürlich auch daran liegt, dass das Genre nie mehr wirklich hip sein wird. Der Garant für ein langes Leben!“ (Intro)
„Handfest, mit erdig-robustem Sound und ohne jede rührselige Sentimentalität setzt Julia A. Noack ihre Songideen um - und überschreitet auch hier eine Grenze, und zwar die zur internationalen Songwriterinnen-Szene. Auch wenn sie darüber sinniert, dass Grenzen durchaus ihren Sinn haben, Angst vor der ‚Selbstauflösung‘ durch allzu große Annäherung an andere, wie sie in den Linernotes zum Opener ‚Undue merging‘ schreibt, muss sie dabei keineswegs haben - individuelle Identität und Wiedererkennungswert der Künstlerin stehen außer Frage.“ (cd-kritik.de)
„Im Sommer 2007 überzeugte die Berliner Musikerin Julia A. Noack auf ihrem Album ‚Piles & Pieces‘ als zupfende Folklady. Mit schlichtschönen Songs wie damals wartet sie auch diesmal auf, doch nun stecken sie dank der ambitionierten Produktion (verantwortlich: Gerald Oppermann und die Künstlerin selbst) in einem erheblich vielfältigeren Klangkleid. Dem programmatischen ‚Redefine‘ fahren elektronische Störer in die Parade, in ‚Sudden Twist‘ dräut die Orgel unheilvoll, und das geheimnisvoll geraunte Titelstück verzichtet zwar auf den Beat, nicht aber auf geisterhafte Stimmen, die dem Song die Aura eines japanischen Gruselfilms verleihen. ‚Me & the AD‘ will dann fast schon Schunkelpop sein, doch Noacks wahre Persona ist noch immer die der zupfenden Folklady; das vermögen auch die Soundtricksereien nicht zu verbergen. Sehr ohrenfällig wird das im Genremix ‚Bee buzzin’‘, wo der intime Charme ihres Folks auf Passagen im fast schon Smith'schen Indiepopstil trifft - und gewinnt.“ (kulturnews.de)